# Tony Award/Beste Bühnentechnik
Der Tony Award for Best Stage Technician (deutsch: Tony Award für die beste Bühnentechnik) ist ein US-amerikanischer Theater- und Musicalpreis, der erstmals 1948 und letztmals 1963 verliehen wurde.

## Geschichte und Hintergrund
Die Tony Awards werden seit 1947 jährlich in zahlreichen Kategorien von circa 700 Juroren vergeben, die sich aus der Unterhaltungsbranche und Presse der Vereinigten Staaten rekrutieren. Eine dieser Kategorien ist der Tony Award for Best Stage Technician, der 1948, 1950 bis 1961 und letztmals 1963 vergeben wurde, um die Leistungen von Bühnentechnikern in Musicals und Theaterstücken zu würdigen.

## Gewinner
Die Übersicht listet pro Jahr den ausgezeichneten Bühnentechniker sowie das Theaterstück bzw. Musical.

### 1948
| Jahr            | Bühnentechniker | Theaterstück bzw. Musical | Deutscher Titel |
| --------------- | --------------- | ------------------------- | --------------- |
| 1948            |                 |                           |                 |
| George Gebhardt | –               |                           |                 |

### 1950–1559
| Jahr                      | Bühnentechniker     | Theaterstück bzw. Musical | Deutscher Titel |
| ------------------------- | ------------------- | ------------------------- | --------------- |
| 1950                      |                     |                           |                 |
| Joe Lynn                  | Miss Liberty        |                           |                 |
| 1951                      |                     |                           |                 |
| Richard Raven             | The Autumn Garden   |                           |                 |
| 1952                      |                     |                           |                 |
| Peter Feller              | Call Me Madam       |                           |                 |
| 1953                      |                     |                           |                 |
| Abe Kurnit                | Wish You Were Here  |                           |                 |
| 1954                      |                     |                           |                 |
| John Davis                | Picnic              |                           |                 |
| 1955                      |                     |                           |                 |
| Richard Rodda             | Peter Pan           |                           |                 |
| 1956                      |                     |                           |                 |
| Harry Green               | Damn Yankees        | Fußballfieber             |                 |
| Harry Green               | Middle of the Night |                           |                 |
| 1957                      |                     |                           |                 |
| Howard McDonald (posthum) | Major Barbara       |                           |                 |
| 1958                      |                     |                           |                 |
| Harry Romar               | Time Remembered     |                           |                 |
| 1959                      |                     |                           |                 |
| Sam Knapp                 | The Music Man       | The Music Man             |                 |

### 1960–1963
| Jahr             | Bühnentechniker    | Theaterstück bzw. Musical | Deutscher Titel |
| ---------------- | ------------------ | ------------------------- | --------------- |
| 1960             |                    |                           |                 |
| John Walters     | The Miracle Worker |                           |                 |
| 1961             |                    |                           |                 |
| Teddy Van Bemmel | Becket             |                           |                 |
| 1962             | nicht vergeben     | nicht vergeben            | nicht vergeben  |
| 1963             |                    |                           |                 |
| Solly Pernick    | Mr. President      |                           |                 |